# Velička (přítok Bečvy)
Velička je potok v Olomouckém kraji, pravostranný přítok řeky Bečvy, který odvodňuje menší oblast na severu okresu Přerov. Délka toku činí 17,5 km. Plocha povodí měří 66,1 km².

## Popis toku

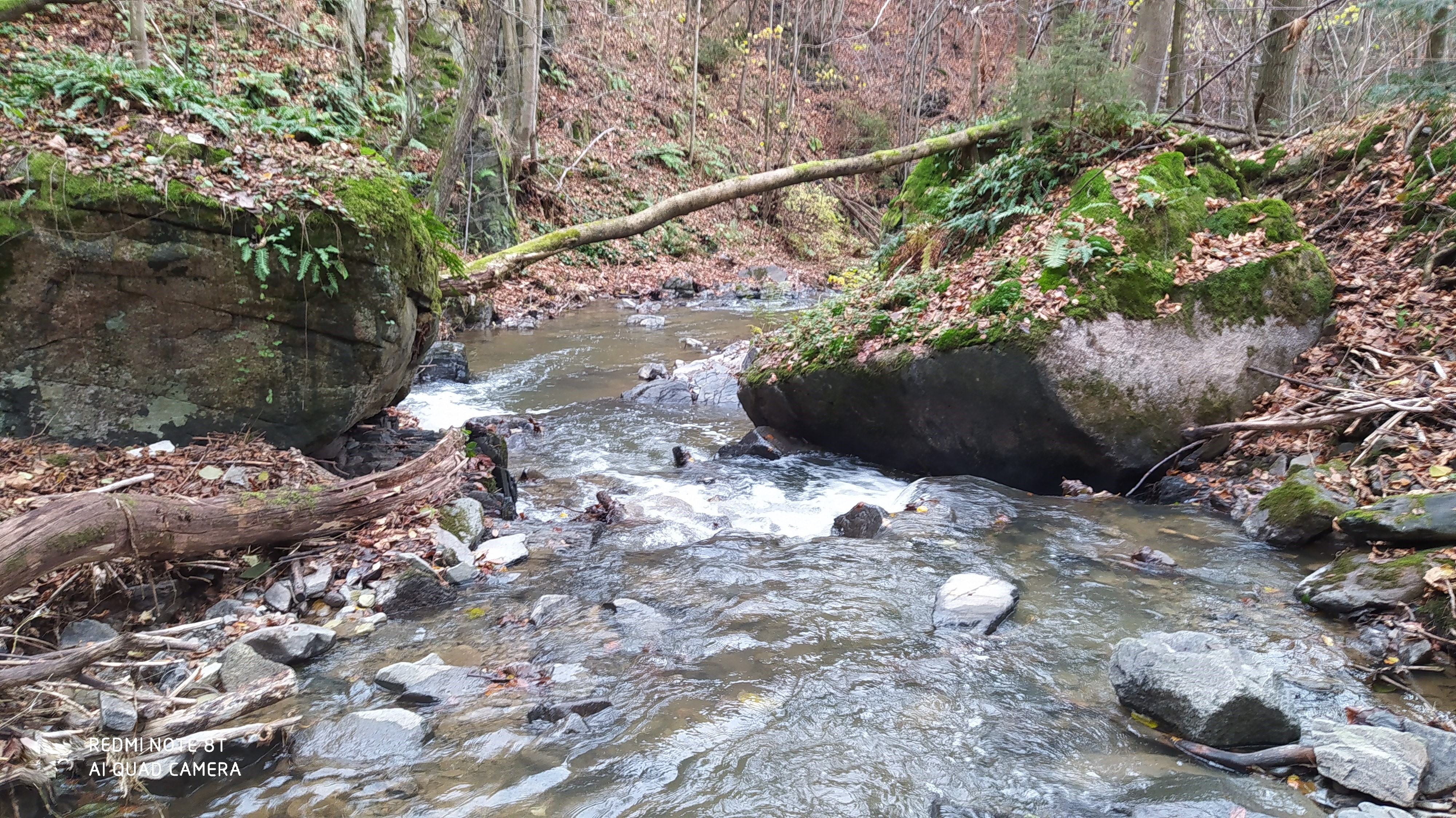
Velička, Potštátské skalní město

Velička pramení ve vojenském újezdu Libavá přibližně 4 km severozápadně od Potštátu v nadmořské výšce 565 m. Celý následující tok pak směřuje zhruba k jihovýchodu. Velička protéká městem Potštát, za nímž se zařezává hlubokým úzkým údolím s četnými skalními útvary (Potštátské skalní město). Poblíž Boňkova se na ostrohu nad levým břehem nacházejí zříceniny hradu Puchart. U Podlesného Mlýna Velička vystupuje z údolí do otevřené krajiny, protéká skrze Lhotku a Velkou (dvě místní části města Hranice) a nakonec v centru Hranic na úrovni 245 m nad mořem zprava ústí do řeky Bečvy.

### Větší přítok
- levé – Koutecký potok, Mraznice
- pravé – Bradelný potok

## Vodní režim
Průměrný průtok nedaleko ústí na 0,40 říčním kilometru činí 0,51 m³/s.
Hlásný profil:
| místo   | říční km | plocha povodí | průměrný průtok (Qa) | stoletá voda (Q100) | poznámky |
| ------- | -------- | ------------- | -------------------- | ------------------- | -------- |
| Hranice | 0,40     | 66,61 km²     | 0,514 m³/s           | 67,1 m³/s           | –        |

N-leté průtoky v Hranicích:
| N-leté průtoky | Q1   | Q5   | Q10  | Q50  | Q100 |
| -------------- | ---- | ---- | ---- | ---- | ---- |
| Q [m³/s]       | 8,95 | 21,3 | 29,0 | 53,4 | 67,1 |